# Винторез
ВСС винтовка снайперская специальная «Винторез» — бесшумная снайперская винтовка для подразделений специального назначения. Индекс ГРАУ — 6П29. Разработана в 1980-х годах в ЦНИИточмаш г. Климовска под руководством П. И. Сердюкова и при участии В. Ф. Красникова. Название «Винторез» осталось в обиходе после его использования в конструкторской документации.
Не следует путать ВСС c АС «Вал», созданным на базе ВСС и визуально похожим на ВСС.

## История разработки
До 1970-х годов подразделениями специального назначения СССР применялись в основном доработанные образцы стрелково-гранатомётного оружия общевойскового назначения, оснащённые интегрированными глушителями и использовавшие специальные патроны с дозвуковой скоростью полёта пули. В качестве примера можно привести комплексы «Тишина» на базе АКМ и 6С1 «Канарейка» на базе АКС-74У, а также пистолеты ПБ и АПБ. Однако подобные решения имели свои недостатки (например, значительное увеличение размеров у пистолетов с глушителями, резкое снижение дальности эффективной стрельбы у автоматов с ПБС-1 и его ограниченный ресурс), поэтому параллельно в ЦНИИточмаш под руководством НИУ КГБ и ГРУ ГШ СССР создавались специальные образцы узконаправленного назначения, которые могли бы обеспечивать бо́льшую скрытность действий спецподразделений. Вполне естественно, что главными эксплуатантами винтовки стали спецподразделения КГБ и ГРУ, а позже и ФСБ России.
Противоречивые тактико-технические требования к снайперской винтовке и автомату, выдвинутые различными ведомствами, стали причиной того, что к 1983 году были согласованы с заказчиками только требования по снайперской винтовке, заключавшиеся в следующем:
- скрытное поражение живой силы противника на дальностях до 400 м;
- пробитие стального армейского шлема на дальности 400 м;
- возможность использования оптических прицелов днём и электронно-оптических ночью;
- компактность и лёгкость;
- возможность разборки на основные узлы для скрытной транспортировки и быстрая сборка после этого.

Для удовлетворения конкурирующих требований конструкторам пришлось разрабатывать новые боеприпасы (подробнее в статье 9 × 39 мм).
Первый вариант винтовки, получивший индекс РГ036, был создан под руководством В. Ф. Красникова под патрон 7,62 УС, применявшийся в бесшумных комплексах на базе автомата Калашникова. Винтовка имела оригинальную конструкцию системы газоотвода: расположенный вокруг ствола кольцеобразный газовый поршень выступал также в роли задней стенки расширительной камеры глушителя. Это упрощало и облегчало конструкцию оружия, однако отрицательно сказалось на надёжности в различных условиях эксплуатации.
В конце 1981 года был создан второй вариант винтовки под тем же индексом, но под патрон РГ037 и с более традиционным газоотводом через боковое отверстие в стенке ствола, жёстко запираемого поворотом затвора. Система глушения звука выстрела состояла из камерного надульного глушителя и расширительной камеры и позволяла снизить звуковое давление до уровня пистолета ПБ. Помимо этого отличительной особенностью винтовки были небольшие габариты (длина — 815 мм) и малая масса (всего 1,8 кг), несмотря на которые, она обеспечивала поражение живой силы в армейских касках или за листовой сталью толщиной 1,6 мм.
Новая винтовка выдержала предварительные испытания, однако в 1985 году были утверждены требования для бесшумного автомата, исходя из которых он должен был обеспечивать поражение противника в бронежилетах 6Б2 на дальности 400 м. В связи с этим конструкторы винтовки пришли к выводу, что патрон РГ037 окажется неэффективным для борьбы с противником в перспективных средствах индивидуальной защиты, поэтому дальнейшие работы по нему были прекращены, а снайперская винтовка полностью переделана под разработанный вскоре патрон 9 × 39 мм. На вооружение спецподразделений КГБ и ГРУ она поступила в 1987 году и в дальнейшем послужила основой для разработки АС «Вал».

## Описание
Принцип работы автоматики — газоотвод. Запирание осуществляется поворотом личинки затвора при поступательном движении затворной рамы — с запиранием на шесть боевых упоров. Ударно-спусковой механизм ударникового типа, обеспечивает ведение огня как одиночными выстрелами, так и стрельбу очередями. Надо заметить, ведение автоматического огня через глушитель, вне зависимости от его конструкции, всегда негативно сказывается на качестве глушения. Пороховые газы не успевают рассеяться и охладиться, не успевает упасть давление. Винтовка ВСС имеет интегрированный в конструкцию глушитель расширительного типа с переотражающими ударные волны пороховых газов кольцевыми элементами-диафрагмами. Ствол имеет несколько отверстий для сброса давления в заднюю полость глушителя (что и отличает интегрированный глушитель от обычного). Для чистки и хранения глушитель может быть отделён, однако стрельба без него запрещена. Глушение звука выстрела основано на интегрирующем принципе. При прохождении пули мимо множества отверстий в стенках ствола пороховые газы проникают через них в расширительную камеру глушителя не сразу, а последовательно. При таком последовательном расширении раскалённых пороховых газов их температура падает, следовательно, сокращается объём и «выхлопное» давление. Кроме того, при вышеописанном процессе единый звуковой выхлоп дробится на многие составляющие. Остаточные звуковые волны, отражаясь от косо поставленных перегородок сепаратора, накладываются друг на друга в противоположных фазах и взаимно поглощаются.
Прицельные приспособления винтовки состоят из открытого механического прицела (на задней части глушителя регулируемый целик, градуированный до 400 м, и размещённая на дульной части глушителя мушка с защитной стойкой), а также бокового кронштейна для крепления ряда оптических и ночных прицелов. В частности, штатного оптического прицела ПСО-1-1 (отличающегося от ПСО-1 иной прицельной сеткой под намного более крутую траекторию пуль патрона СП-5 и СП-6) и прицела ПСВ (1П43).
ВСС оснащена деревянным нескладным прикладом, весьма схожим по конструкции с прикладом винтовки СВД, но с более широкой и удобной рукояткой управления. Приклад снимается для уменьшения габаритов при хранении оружия.
На базе ВСС разработан и принят на вооружение автомат специальный АС «Вал». От ВСС он отличается наличием складного металлического приклада, пистолетной рукоятки, 20-зарядным магазином, вместо 10-зарядного (магазины взаимозаменяемы). Снаряжаться магазин может обоймами.
На ВСС имеется крепление типа «ласточкин хвост», вследствие чего может прикрепляться прицел типа ПСО-1, ПСВ (1П43), любой штатный ночной прицел (МБНП-1, НСПУМ, НСПУ-3,), а также прицелы типа ПО 4 × 34 со специальным переходником и комбинированный оптический прицел КОП-2; на кожухе глушителя также установлен открытый секторный прицел.
Наряду с этими возможностями винтовки ВСС, существенно расширился выбор прицелов, как оптических, так и ночного видения. По требованию заказчиков КГБ и ГРУ снайперские винтовки ВСС комплектовались различными прицелами: для КГБ — оптическим дневным бесподсветочным ПСВ (1П43) и ночным бесподсветочным МБНП-1 (1ПН75), а для спецназа ГРУ — соответственно — дневными ПСО-1-1 и ПО 4 × 34 и ночным — НСПУ-3 (1ПН51).
Специально по заказу КГБ для обеспечения скрытой переноски винтовка может разбираться на три узла (ствол с глушителем, ствольная коробка с ударно-спусковым механизмом и приклад) и вместе с дневным прицелом ПСВ (1П43) и ночным МБНП-1 (1ПН75) и тремя магазинами упаковывается в чемоданчик типа «Дипломат» размерами 450 × 370 × 140 мм, причем время, необходимое для перевода оружия из транспортного положения в боевое, составляет не более одной минуты. В комплект винтовки ВСС входят сумка для переноски прицела, четырех магазинов, ЗИПа, а также сумка для переноски винтовки.
Ресурс ВСС официально составляет 1500 выстрелов, но при своевременном уходе, чистке и смазке это оружие выдерживает до 5000 выстрелов без ухудшения качества боя.
ВСС не является полностью бесшумным оружием. Звук выстрела приблизительно соответствует малокалиберной винтовке и может быть различён лишь в тишине, что значительно лучше, чем у оружия с глушителями. Однако, оружие, оснащённое глушителем и использующее, как и ВСС, дозвуковой боеприпас, зачастую способно иметь сопоставимую громкость выстрела.

## История применения

### Афганская война
Есть сведения о использовании первых винтовок ВСС в конце 1980-х годов в ходе войны в Афганистане.

### Бунт заключённых в Сухуми
Первый раз винтовки ВСС применялись в августе 1990 года во время подавления Сухумского тюремного бунта, эти винтовки использовали спецподразделение КГБ Альфа и учебная рота специального назначения ВВ МВД во время штурма.

### События сентября — октября 1993 года в Москве
Во время событий в Москве осенью 1993 года ВСС применялись спецназом внутренних войск МВД «Витязь» в телецентре Останкино.

### Первая чеченская война
Первое боевое применение винтовок ВСС относится к Первой чеченской войне, когда этими винтовками начали вооружать отряды специального назначения различных силовых ведомств.
Владимир Ольгин, командир одной из рот спецназа федеральных сил, охарактеризовал связку ВСС «Винторез»/АС «Вал» как идеальную систему для войск специального назначения, умелое использование которой позволяет творить чудеса. Особо автор отметил качество использования ВСС при решении задачи «снятия часового» — был случай, когда бойцы отряда уничтожили из ВСС 5 боевиков ещё до того, как основная группа противника поняла, что происходит.
7 января 1995 года попал в окружение отряд спецназа Главного Разведывательного Управления (ГРУ) из 22-й бригады спецназначения. В плену у боевиков оказалось 48 человек, террористы также захватили снайперские винтовки «Винторез».
После поступления ВСС в войска, на склады за ненадобностью были отправлены все АКМС с приборами бесшумной и беспламенной стрельбы.

### Вторая чеченская война
Во время Второй чеченской войны заместитель командира взвода 175-й отдельной роты разведки 76-й гвардейской воздушно-десантной дивизии снайпер старший сержант Бородин, находясь в засаде, занял позицию на высоте. Обнаружив группу боевиков, он дождался, пока все они выйдут на открытую местность и, открыв огонь на дальности эффективного огня, уничтожил всю группу прежде, чем они разобрались, откуда ведётся огонь.
В июне 2009 года из винтовки «Винторез» был убит министр внутренних дел Дагестана Адильгерей Магомедтагиров.

### Война на Донбассе
Отмечено использование винтовки в ходе войны на Донбассе. Одна винтовка с серийным номером BК-0680 была захвачена украинскими силами и продемонстрирована международным экспертам в качестве подтверждения российского участия в войне. В 2014 году, на фоне российской аннексии Крыма, винтовка ВСС использовалась в захвате Крыма сотрудниками российских сил специальных операций, переодетыми в гражданскую одежду.

## Варианты и модификации
- винтовка снайперская специальная модернизированная ВССМ.(6п29м)
- карабин охотничий самозарядный КО ВСС

## Страны-эксплуатанты
- Азербайджан — некоторое количество находится на вооружении сил специальных операций Азербайджана[20]
- Армения: на вооружении отдельных категорий сотрудников полиции[21]
- Беларусь — имелась на вооружении подразделений специального назначения вооружённых сил Республики Беларусь, в частности, в 5-й обрспн[22]. В связи с отсутствием собственного производства патронов СП-5, СП-6 и перспектив их поставок заменена на другие образцы стрелкового оружия[23]. В дальнейшем, некоторое количество ВСС продолжили использовать в спецподразделениях[24]
- Россия — используется подразделениями специального назначения вооружённых сил[25], ВНГ, ГРУ, МВД, ССО, ФСБ и ФСО[5].
- СССР — в 1987 году принята на вооружение подразделений специального назначения КГБ СССР, спецназа ГРУ, разведывательно-диверсионных подразделений Советской Армии и спецназа внутренних войск МВД СССР[5]
- США — в середине 1997 года несколько винтовок ВСС и партия патронов к ним были куплены в России для изучения[26]
- Украина — советские ВСС остались на вооружении после провозглашения независимости Украины, в 2007 году в РФ было закуплено ещё 6 шт.[27]